# Elsie Cameron Corbett
Onorevole Elsie Cameron Corbett (Chelsea, 4 febbraio 1893 – Spelsbury, 1977) è stata una militare, autista di ambulanze volontaria britannica, con gli Scottish Women's Hospitals for Foreign Service nella prima guerra mondiale e la principale donatrice dell'ospedale nella prima guerra mondiale in Serbia, fu prigioniera di guerra nel 1916 e vinse medaglie dai governi serbo e britannico. Era anche una Giudice di pace, una delle principali suffragette, sostenitrice della temperanza, folclorista e diarista.

## Altri progetti

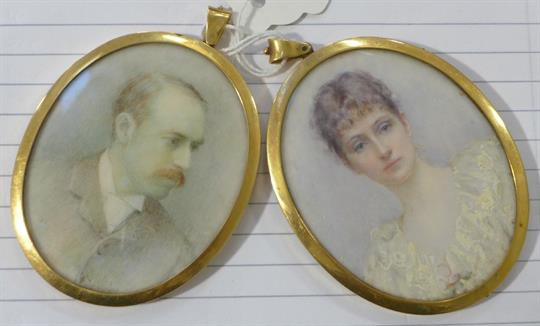
Archibald Cameron Corbett e Alice Mary Corbett (di Merrylees)

## La famiglia e i primi anni di vita
L'onorevole Elsie Cameron Corbett nacque a Chelsea, Londra, il 4 febbraio 1893. Era l'unica figlia di Archibald Corbett, primo barone Rowallan, filantropo e politico scozzese, costruttore e proprietario terriero, e di sua madre, Alice Polson, figlia del fondatore dell'amido di mais Brown and Polson, anch'egli proveniva da una famiglia liberale e filantropica. I suoi genitori si sposarono nel settembre 1887 a Skelmorlie vicino a Gourock, un anno dopo si trasferirono a Chelsea dove nel 1893 nacque la loro prima figlia Elsie.
All'età di otto mesi Elsie Corbett era apparsa a una manifestazione politica con i suoi genitori, cosa che aveva fatto notizia. Elsie Corbett stava al 26 Hans Place, Chelsea secondo il Censimento del Regno Unito del 1901. Sua madre, Alice, morì di setticemia nel 1902 quando sua figlia aveva nove anni, e fu educata a casa da una governante e in seguito andò a studiare privatamente a Bruxelles. Elsie Corbett avrebbe ereditato parte della proprietà della nonna materna (Mary Polson) nel 1911, dopo che una donazione di £ 10.000 era già stata fatta al Glasgow Samaritan Hospital per la costruzione della Alice Mary Corbett Nursing Home nel 1902.
Aveva due fratelli minori: Thomas Godfrey Polson Corbett, secondo barone Rowallan (19 dicembre 1895 - 30 novembre 1977), che avrebbe ereditato il titolo Rowallan, sebbene Elsie fosse la maggiore, e Arthur Cameron Corbett (8 marzo 1898 - 4 novembre 1916), che fu ucciso in azione all'età di diciotto anni, nella prima guerra mondiale.
Viveva con suo padre, nella tenuta di Rowallan, nell'Ayrshire, intraprendendo attività convenzionali di socialite come:
- frequentare balli formali,[11]
- aprire dei gala locali,[12]
- iscrivere un cavallo per una competizione di spettacolo nazionale.[13]

Le molte buone opere di suo padre furono un esempio per la Corbett, che divenne vicepresidente onoraria della sezione donne e ragazze della Scottish Christian Union, che era indipendente ma affiliata alla British Women's Temperance Association. Finanziò un ulteriore ostello a Glasgow Green per consentire alle ragazze lavoratrici di pernottare a un prezzo basso.

## Suffragetta e servizio di guerra
Divertendosi a comportarsi in modo non convenzionale, sia lei che suo padre sostenevano pubblicamente la National Union of Women's Suffrage Societies (NUWSS). Sebbene fosse uno dei membri più giovani della filiale di Kilmarnock della Federazione scozzese delle società delsuffragio femminile, divenne presidentessa onoraria (1911-1914). Ad un evento lei e suo padre donarono più fondi a un Working Girls Club, mentre guardavano un'opera teatrale sulle suffragette, che era già stata rappresentata in vari contesti, scritta da Henry, marito dell'attivista per il suffragio Maud Arncliffe Sennett.
La NUWSS era dietro la creazione e la raccolta di fondi per lo Scottish Women's Hospitals for Foreign Service della dottoressa Elsie Inglis. La Corbett divenne una delle più importanti raccoglitrici di fondi e una donatrice a lungo termine per l'assistenza sanitaria in Serbia, dal 1914-15 fino a molto tempo dopo la guerra nel 1935 e oltre.
Nel 1914 divenne vicepresidente onoraria di un gruppo di raccolta fondi per le ambulanze motorizzate 'Scottish Lassie' per gli ospedali più vicini al fronte. Presiedette un concerto di raccolta fondi, con la suffragetta Teresa Billington-Greig, relatrice, e un coro e musicisti locali. Fu anche ospite del palco quando oltre 3.000 sterline furono poi donate (solo una settimana dopo) al presidente della Croce Rossa britannica, Sir George Beatson, che spiegò quanto sarebbero stati importanti questi veicoli a motore per spostare più rapidamente le truppe ferite per ottenere cure urgenti.
Corbett fece poi un altro passo non convenzionale e andò a formarsi in infermieristica presso l'infermeria di Kilmarnock e l'ospedale di Stobhill (a quel tempo rinominato 'Ospedale militare scozzese n. 3') in modo da potersi offrire volontaria per recarsi lei stessa agli Scottish Women's Hospitals, dove prestò servizio dal 1915 al 1919.
Sulla rotta marittima verso la zona di guerra, incontrò Kathleen Nora Dillon (1877 – 1958) di Aghada, Cork, che era incaricata dell'unità di trasporto e che sarebbe diventata la sua amica e compagna o partner per tutta la vita. Dalla primavera del 1915 la Corbett e la Dillon furono entrambe con Red Cross Scottish Ambulance Column (La Colonna Scozzese delle Ambulanze della Croce Rossa).

### Esperienze di guerra nelle cronache
L'arrivo di Corbett in Serbia fu una notizia da prima pagina come 'eroe di guerra' nell'edizione del giorno di Natale del Daily Record del 1915, sebbene dal 10 novembre 1915 al 29 febbraio 1916 la Corbett fosse prigioniera delle forze austro-ungariche. Lo notò la stampa britannica pochi giorni dopo la notizia precedente. La Herne Bay Press incluse alcune lettere di Corbett a suo padre rassicurandolo sulla sua sicurezza e dicendo che "essere fatto prigioniero non è così emozionante come sembra".
Dopo quattro mesi e mezzo, anche il suo ritorno sana e salva fu una notizia da prima pagina. Navigò attraverso un porto francese sulla SS Normannia con altre donne dell'unità della Croce Rossa britannica. Un'immagine di cronaca era stata scattata in Svizzera, quando erano pronte a tornare dopo la grande ritirata dalla Serbia, pubblicata sotto il titolo Lord Rowallan's Daughter Home from Serbia (La figlia di Lord Rowallan torna a casa dalla Serbia) e commentava che le donne 'non erano peggiorate per la loro avventura'.
Nell'estate del 1916 era tornata a casa e lavorava al Victoria Infirmary, Glasgow, oltre a presiedere riunioni presso la filiale di Kilmarnock della NUWSS e occuparsi di raccolte fondi, come quando la signora Gardner Robertson, del Morningside di Edimburgo parlò della sua visita al Royaumont Scottish Women's Hospital.

### Servizio di trasporto in ambulanza serbo
Nell'agosto 1916 (e fino a marzo 1919), la Corbett era di nuovo nella zona di guerra, dopo essere andata a Londra per imparare a guidare e riparare i veicoli, e divenne autista volontario delle ambulanze da lei finanziate (VAD della Croce Rossa britannica). Fu assegnata all'unità americana a Ostrovo, a nord di Salonicco, per recuperare i soldati feriti dal fronte, a volte sotto il fuoco diretto, su strade difficili con veicoli e corpi abbandonati lungo la strada, alle prese con la scarsità di carburante, per portare gli uomini feriti a cure urgenti. I rapporti medici inviati ai militari includevano affermazioni del tipo: "Le strade sono incredibili e la guida delle nostre ragazze autisti è semplicemente miracoloso nel suo coraggio e abilità”.
Elsie Corbett teneva appunti sulla sua esperienza di guerra di guida per 9.153 miglia, trasportando 1.122 pazienti. Nell'agosto 1917 si trovava sulle montagne di Kaimakchalan, in Macedonia, con ghiaccio, neve e strade danneggiate, ancora una volta con veicoli abbandonati e vittime da affrontare, mentre i serbi tornavano in patria. Il suo ruolo è stato considerato un “contributo significativo” dalle autorità serbe.
La Corbett ha ricevuto la Medaglia d'Oro Serba per Servizio Devoto.
Ha redatto e infine pubblicato il suo diario di guerra (180 pp, ripubblicato in una versione di presentazione nel 1964); una copia è ora nella Biblioteca Nazionale della Scozia, dopo un'asta (venduto per £ 120) nel 2020, e il libro include alcune fotografie personali della Corbett.

#### Sostegno finanziario continuo all’assistenza sanitaria serba
Corbett continuò ancora a donare ingenti somme per il lavoro degli ospedali serbi, ad esempio 188,10 sterline nel 1917 per l'autoambulanza dell'unità americana e altre 179,0 scellini, 6 pence e 3,16 sterline per un'auto per l'unità della signora Katherine Harley La NUWSS ha stimato che un'ambulanza costi 350 sterline all'anno. La sua più grande donazione, di £ 1000, fu per l'ospedale pediatrico di Belgrado, fondato dalla dottoressa Katherine Stewart MacPhail, una somma che fu compensata dal Peter Coats Trust, che lanciò un appello alla Scozia occidentale per sostenere "una donna di campagna molto valorosa in un'impresa nobilissima in una terra straniera". La Corbett continuò a dotare di un letto (di anno in anno per un costo stimato di € 50), come riportato dalla stampa locale, nel 1935.

## Viaggi ed esperienze del dopoguerra
Corbett tornò alle sue precedenti attività di "Country lady" nel 1921, essendo raffigurata con "Miss Jean Arthur all'incontro dei foxhound di Lord Eglinton al Castello di Caprington, vicino a Kilmarnock." Nel 1923 fu invitata ad un ricevimento reale all'Holyrood Palace con suo padre Lord Rowallan.

### Leadership dell'istituto femminile
Nel 1922 fu eletta nel comitato esecutivo del Women's Institute nell'Oxfordshire e convocò un nuovo ramo a Spelsbury, dove ora viveva con Kathleen Dillon e nel maggio 1924 era alla National Federation of Women's Institutes e tornò a Mixbury  W.I. insieme a Kathleen, che esaminò i libri contabili della filiale di Mixbury e dichiarò che stava "lavorando sulla strada giusta". Aiutò la Dillon presentando diapositive della loro esperienza in Serbia in un'altra nuova filiale WI a Wootton. Come tesoriere onorario dell'Oxfordshire WI nel 1926, la Corbett fu menzionata nel servizio giornalistico del concorso e nelle esposizioni nel Worcester College Grounds, che era stato modellato su "La fiera di St. Frideswide di molto tempo prima".
Nell'estate del 1928 viaggiò con la Dillon (tenendo sempre un diario) attraverso la Francia, l'Austria e la Cecoslovacchia. Nella primavera del 1929, a casa della Dillon, Spelsbury House, Oxford, raccolse racconti popolari locali e storie di fantasmi per il Women's Institute, che furono pubblicati in un breve articolo sulla rivista Folklore. Quell'estate loro due si recarono in Siria e Iraq, come riportato nel diario della Corbett. Scrisse e pubblicò una storia della parrocchia di Spelsbury nel 1931.
L'anno successivo tenne un discorso sull'Albania al Women's Institute di Turville nell'aprile 1939. E nel 1941 presentò film su "The Royal Tour del Canada e degli Stati Uniti, Polonia e Oxford" al W.I. a Langford, e sullo scenario incantevole de 'I Balcani' a Shenington.

### Vita di villaggio e viaggi
Essendo astemia, Corbett accolse con favore il fatto che il suo villaggio adottivo avesse scelto di non avere un pub. Creò un centro per il benessere degli animali per i cavallini da miniera e gli asini di mare salvati. Nel 1931, il toro gallese di Misses Dillon e Corbett vinse un premio al Royal Show di Warwick.
Suo padre morì improvvisamente nel 1933 all'età di 77 anni e suo fratello Thomas ereditò il titolo di Lord Rowallan.
Nell'ottobre del 1933 stava reclutando una cameriera 'esperta' ("2 cameriere, 2 in famiglia") e l'anno successivo lei e la Dillon viaggiarono attraverso la Svizzera, l'Italia, la Croazia, la Grecia, l'Ungheria e l'Austria durante i mesi da marzo a maggio, per poi tornare a casa a settembre vendendo 15 galloni di latte testato alla tubercolina di grado A. Il 20 febbraio 1935 The Folklore Society elesse la Corbett come membro nel suo 57º incontro annuale. Fu nominata da Violet Mason. Quell'estate Corbett e Dillon viaggiarono di nuovo, questa volta in Belgio, Paesi Bassi, Germania, Polonia, Romania, Ungheria, Austria e Cecoslovacchia, come annotato nel suo secondo diario di viaggio.
Il 9 febbraio 1938 le fu assegnata la Medaglia Scout, sette anni prima che suo fratello diventasse Capo scout. Divenne giudice di pace nell'Oxfordshire e in un caso del 1938 che includeva giovani che rubavano. Furono messi in libertà vigilata dal consiglio dei magistrati, compresa la Corbett, ma ricevettero un 'severo avvertimento'. Nel 1939 la Corbett fu riconfermata vicepresidente onoraria di suo fratello Lord Rowallan come presidente della Scottish Band of Hope Union per la temperanza.
Nel 1946, Corbett era sulla tribuna della riunione semestrale del Consiglio semestrale della Federazione dell'Oxfordshire degli Istituti femminili. E l'anno successivo informò il Bloxham W.I. dell'imminente conferenza all'Albert Hall.
La sua amica Kathleen Dillon morì nel 1958 ed è sepolta nel cimitero di Ognissanti, Spelsbury. La Corbett dedicò una versione aggiornata del suo libro di storia locale al 'caro e galante ricordo' della sua amica (a cura di Lois Hey), nel 1962.

## Premi[3]
- British War Medal e Medaglia interalleata della vittoria
- Medaglia d'oro serba per servizio devoto
- Scottish Woman's Hospital
- Medaglia scout (incisa: Hon.E.Corbett. 9-2-38)
- Medaglia Scottish Women's Hospitals 1914

## Morte e memoriale
La Corbett morì e fu sepolta vicino al luogo in cui era stata sepolta anche la sua amica, nel cimitero di All Saints, a Spelsbury nel 1977.
Nel 2015 e nel 2016 fu menzionata tra coloro che erano stati onorati come benefattore e amico in una cerimonia commemorativa presso la chiesa ortodossa di San Sava, a Londra, con il sostegno del Consiglio Serbo di Gran Bretagna, della Società serba, del Club cittadino serbo, della Kolo Srpskih Sestara Kosovka Devojka e Britic e dell'Ambasciata della Repubblica di Serbia in Gran Bretagna.

## Informazioni aggiuntive
L'organizzazione "Musical Theatre Australia" ha incluso la Corbett come uno dei personaggi nella sua produzione ''A Girl's Guide to World War''